# Koloma
Koloma. Dio Nishinam Indijanaca, nekad nastanjeno u Colomi, između rijeke American i južnog rukavca rijeke Yuba, u okrugu Eldorado, Kalifornija. Powers ih bilježi kao Colomas (1874.) i Ko-lo'-ma (1877.). Swanton na svom popisu ima selo Kolo-ma.